# Tiger Beer
La Tiger Beer est une bière originaire de Singapour, brassée pour la première fois en 1932. La marque est le produit phare du groupe brassicole Asia Pacific Breweries, filiale d'Heineken fondée l'année précédente. Produite dans huit pays dans le monde, la bière est commercialisée dans plus de soixante pays sur les cinq continents et est notamment très populaire en Asie du Sud-Est.
La marque vedette Tiger Beer a pris part dans de nombreuses compétitions de boissons alcoolisées et a toujours été récompensée par de prestigieux organismes. En 2011, l’institut international de la qualité Monde Selection a attribué un label de qualité Or à la Tiger Beer comme confirmation de la qualité constante de la marque.

## Tigre en musique
Au Vietnam, Tiger Beer organise régulièrement des événements musicaux. Le premier événement a eu lieu en 2007 sur tigermusic.com.vn et a lieu chaque année.
- Tiger remix 2017 au Vietnam
- Tiger remix 2018 au Vietnam
- Tiger remix 2019 au Vietnam
- Tiger remix 2020 au Vietnam [3]